# Gauri Karnik
Pour les articles homonymes, voir Karnik.
Gauri Karnik est une mannequin et une actrice indienne des cinémas hindi et marathi mais aussi de séries télévisées. Elle devient populaire en jouant dans le film Sur – The Melody of Life (2002).

## Filmographie
La filmographie de Gauri Karnik, comprend les films suivants  :
- 2012 : Overtime
- 2009 : Karanji (en)
- 2007 : Fear
- 2005 : Hum Jo Keh Na Paaye (série télévisée)
- 2005 : Hei ma lai ah sing
- 2004 : Stop!
- 2004 : Prarambh
- 2004 : Jab Bhi Choom Leta Hoon (court métrage)
- 2002 : Sur – The Melody of Life
- 1999-2000 : Rishtey
- 1998 : Sukanya (série télévisée)

## Source de la traduction
- (en) Cet article est partiellement ou en totalité issu de l’article de Wikipédia en anglais intitulé « Gauri Karnik » (voir la liste des auteurs).